# Kuai Xiang
Kuai Xiang ( chineză simplificată: 蒯祥; pinyin: Kuǎi Xiáng; n. 1398, Suzhou, Republica Populară Chineză – d. 1481) a fost un arhitect și inginer chinez, cel mai bine cunoscut ca proiectant al Orașului Interzis din Beijing, China, și inițiator al Dulgherilor Xiangshan. Acesta s-a născut în Xukou (Xiangshan), Wuxian, Suzhou, în timpul dinastiei Ming. În anul 1403, atunci când Împăratul Yongle a decis să transfere capitala imperiului chinez de la Nanjing la Beijing, Kuai Xiang a primit ordine pentru a proiecta și construi Orașul Interzis pentru conducător.
Kuai Xiang avea puțin peste treizeci de ani atunci când Împăratul l-a însărcinat să proiecteze Orașul Interzis. Kuai s-a inspirat din Palatul Imperial din Nanjing, pe care l-a folosit drept model. În plus, a inclus în proiectul său multe caracteristici ale altor palate construite în timpul dinastiilor Tang și Song. De asemenea, a folosit și s-a inspirat din diverse sisteme tradiționale confucianiste, taoiste și astronomice. Dezvoltarea proiectului a durat mai mulți ani, iar primele lucrări de construcție au început în 1407. Primul palat și zidurile Orașului au fost finalizate doar după 13 ani. Ulterior, Orașul Interzis a fost extins prin diverse adăugiri de clădiri, grădini și ziduri, dar inima acestuia a rămas fidelă proiectului inițial.